# Dammtjärnet (Järnskogs socken, Värmland, 662783-128900)
Dammtjärnet är en sjö i Eda kommun i Värmland och ingår i Göta älvs huvudavrinningsområde. Sjön har en area på 0,12 kvadratkilometer och ligger 214,8 meter över havet.

## Delavrinningsområde
Dammtjärnet ingår i det delavrinningsområde (662743-128883) som SMHI kallar för Utloppet av Vadjungen. Medelhöjden är 228 meter över havet och ytan är 27,09 kvadratkilometer. Räknas de 17 avrinningsområdena uppströms in blir den ackumulerade arean 652,76 kvadratkilometer. Byälven (Kölaälven) som avvattnar avrinningsområdet har biflödesordning 2, vilket innebär att vattnet flödar genom totalt 2 vattendrag innan det når havet efter 325 kilometer. Avrinningsområdet består mestadels av skog (67 procent). Avrinningsområdet har 1,82 kvadratkilometer vattenytor vilket ger det en sjöprocent på 6,7 procent.